# الفريق المعني برصد الأرض
الفريق المعني برصد الأرض GEO،(بالإنجليزية: Group on Earth Observations)‏، يقوم بتنسيق الجهود الدولية، لبناء نظام عالمي، لدعم وتنسيق نظم رصد الارض (GEOSS)، للمساعدة في مواجهة التحديات البيئية العالمية الرئيسية.
حيث يربط أنظمة رصد الأرض القائمة، والمخطط لها ، ويدعم تطوير أنظمة جديدة في حالات الثغرات الملحوظة في توفير المعلومات المتعلقة بالبيئة. ويهدف إلى إنشاء بنية تحتية عامة عالمية، لرصد الأرض، تتكون من شبكة مرنة، وموزعة من الأنظمة وموفري المحتوى.

## التاريخ والهيكل
تم تأسيس GEO، في فبراير 2005، من قبل القمة الثالثة لرصد الأرض في بروكسل، استجابة للنداءات، والإجراءات التي بدأت في عام 2003 في القمة الأولى لرصد الأرض، في واشنطن العاصمة.
وقد تم إطلاقه استجابة لدعوات العمل، التي اتخذتها القمة العالمية للتنمية المستدامة لعام 2002، ومجموعة الدول الصناعية الثماني الكبرى. حيث أقرت هذه الاجتماعات الرفيعة المستوى، بأن التعاون الدولي ضروري لاستغلال الإمكانات المتزايدة لرصد الأرض، لدعم عملية صنع القرار في عالم يزداد تعقيدًا وتوترًا بيئيًا.
(GEO)، هي شراكة طوعية من الحكومات، والمنظمات الدولية. بحيث يوفر إطارًا، يمكن لهؤلاء الشركاء من خلاله تطوير مشروعات جديدة، وتنسيق استراتيجياتهم واستثماراتهم.
اعتبارًا من يناير 2016، ضم الفريق في عضويته، هيئات حكومية ممثلة لمائة واثنين (102) دولة، والمفوضية الأوروبية، ومائة وثلاثة (103) منظمات مشاركة، منها هيئات إقليمية، ودولية، ذات ولاية في مجال رصد الأرض، أو القضايا ذات الصلة كمنظمات مشاركة، ويمثل كل عضو، ومنظمة مشاركة، بمدير مناوب، ومدير بديل. يقدم الأعضاء مساهمات مالية إلى GEO على أساس طوعي.

## أعضاء GEO
يتكون أعضاء GEO، اعتبارًا من يناير 2016، 101 دولة، بالإضافة إلى المفوضية الأوروبية:
الجزائر / الأرجنتين / أرمينيا / أستراليا / النمسا / جزر البهاما ، / البحرين / بنغلاديش / بلجيكا / بليز / البرازيل / بلغاريا / بوركينا فاسو / الكاميرون / كندا / جمهورية إفريقيا الوسطى / تشيلي / الصين / كولومبيا / الكونغو ، جمهورية / كوستا ريكا / كوت ديفوار / كرواتيا / قبرص / جمهورية التشيك / الدنمارك / الإكوادور / مصر / إستونيا / إثيوبيا / المفوضية الأوروبية / فنلندا / فرنسا / الجابون / جورجيا / ألمانيا / غانا / اليونان / غينيا ، جمهورية / غينيا بيساو / هندوراس / المجر / أيسلندا / الهند / إندونيسيا / إيران / أيرلندا / إسرائيل / إيطاليا / اليابان / كازاخستان / كوريا ، جمهورية / لاتفيا / لوكسمبورغ / مدغشقر / ماليزيا / مالي / مالطا / موريشيوس / المكسيك / مولدوفا / المغرب / نيبال / هولندا / نيوزيلندا / النيجر / نيجيريا / النرويج / باكستان / بنما / باراغواي / بيرو / الفلبين / بولندا / البرتغال / رومانيا / الاتحاد الروسي / السنغال / صربيا / سيشيل ، جمهورية / سلوفاكيا / سلوفينيا / جنوب أفريقيا / إسبانيا / السودان / السويد / سويسرا / تاجيكستان / تايلاند / تونس / تركيا / أوغندا / أوكرانيا / الإمارات العربية المتحدة / المملكة المتحدة / الولايات المتحدة / أوروغواي / أوزبكستان / فيتنام / زيمبابوي.